# 姫宮なな
姫宮なな（ひめみや なな）とは、東武鉄道お客さまセンターのイメージキャラクターである。
それまで用途別に3個あった東武鉄道お客さまセンターの電話番号を2008年（平成20年）7月1日から統合・変更するのに併せて作成され、同年6月23日より、東武鉄道の駅、車両内の告知ポスターに登場した。キャラクターデザインは宙花こより。姓の「姫宮」は東武伊勢崎線（東武スカイツリーライン）姫宮駅、名の「なな」は東武野田線（東武アーバンパークライン）七里駅・七光台駅に由来している。また、70000系、50070型、60000型、東京メトロ10000系、東急5050系の車両ディスプレイにも表示されている。（50070型と5050系は、終点のみ)
2021年（令和3年）11月末、姫宮なな＠東武鉄道お客さまセンターのFacebookページが終了。

## キャラクター設定
東武鉄道広報部お客さまセンター員（お客さまセンターコミュニケーター。旧・お客さまセンターオペレーター）。1985年（昭和60年）3月25日生まれの牡羊座。血液型はA型。栃木県宇都宮市出身。趣味は実益を兼ねて東武沿線めぐり。ピンク色の事務服姿で、問い合わせに対応するためのヘッドセットを頭に嵌めている。

## キャラクターグッズ
2008年（平成20年）11月30日に南栗橋車両管理区（現・南栗橋車両管区）で開催された「東武ファンフェスタ」にて、マイクロファイバータオルが発売された。
トミーテックの鉄道制服コレクションフィギュア『鉄道むすめ』では2009年（平成21年）2月発売のvol.7にて、ゲスト参加の形でラインナップの一人に加えられている。また、同フィギュアの制服をデザインの初期案にあったプロトタイプカラーである青色に変更した東武商事の限定版が、2月21日に東武線主要駅の売店および東武商事ネット販売サイトにて発売された。なお、フィギュアは、同シリーズのデザインを担当するみぶなつきが新たに描き起こしたデザインから作成された。『鉄道むすめ』第7回人気投票では1位に選ばれた。
2014年（平成26年）3月25日には埼玉県久喜市の井上酒店から、ラベルに姫宮ななのイラストを起用しているペットボトル入りのナチュラルミネラルウォーター「和らぎ水」が発売された。

## 書籍掲載
- 『週刊ファミ通 No.1060』 - コンブちゃん&ワカメちゃんコーナーの公共機関が採用した萌えキャラに掲載される。
- 『笑う鉄道（上京編）』（責任編集長:中川礼二、発行:ヨシモトブックス） - 関東私鉄 ゆるキャラ天国ページに掲載される。
- 『パブキャラ大全』（発行:メディア・パル） - 全国の看板娘パブリシティキャラクターの1人として掲載される。